# 서울시립서서울미술관
서울시립서서울미술관은 서울 금천구에 서울특별시청이 세운 미술관이다. 2025년 11월 1일에 개관할 예정이다.

## 연혁
- 2022년 8월 15일: 착공
- 2025년 11월 1일: 개관(예정)

## 인접한 건물
- 서울금천경찰서
- 금천구청
- 서울금나래초등학교
- 금천구청역

## 같이 보기
- 서울시립미술관